# Catherine Plewinski
Catherine Plewinski, född 12 juli 1968 i Courrières, är en fransk före detta simmare.
Plewinski blev olympisk bronsmedaljör på 100 meter frisim vid sommarspelen 1988 i Seoul.